# Orden de Monjas Cistercienses de la Estricta Observancia
La Orden de Monjas Cistercienses de la Estricta Observancia (en latín: Ordo Monialium Cisterciensium Strictioris Observantiae) es una Orden religiosa católica de clausura monástica, organizadas a partir de la reforma de Armand Jean Le Bouthillier de Rancé. Las monjas pertenecientes a ella son conocidas como Cistercienses de la Estricta Observancia o simplemente como monjas trapenses y posponen a sus nombres las siglas O.C.S.O..

## Historia

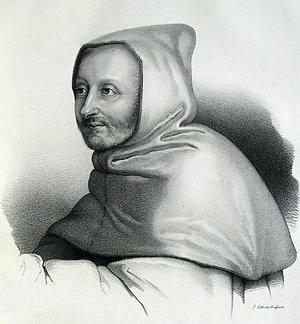
Armand Jean Le Bouthillier de Rancé (1626-1700), fundador de la congregación.

Los orígenes de la rama femenina de los monjes trapenses están íntimamente ligado a ellos y a la reforma de los monasterios cisterciences, llevada a cabo por Armand Jean Le Bouthillier de Rancé. Luego de haber iniciado su obra con la rama masculina, numerosos monasterios femeninos decidieron formar parte de ella, para vivir con austeridad la regla. Entre estos monasterios el más célebre es el de Clairets, cerca de Chartres. A causa de la revolución francesa, las monjas tuvieron que abandonar el país y refugiarse en Suiza, una segunda expulsión (en 1798), permitió a la espiritualidad trapense femenina expandirse en otras naciones europeas.

## Organización
La Orden de Monjas Cistercienses de la Estricta Observancia es un instituto religioso de derecho pontificio, de vida contemplativa, clausura papal y monasterios autónomos. Están bajo la autoridad del abad general de los trapenses, aunque su autonomía les permite tener capítulos generales propios.
Las monjas trapenses se dedican a la contemplación. En 2017, la orden contaba con 1.453 religiosas y 69 monasterios, presentes en 
Alemania, Angola, Argentina, Bélgica, Benín, Brasil, Camerún, Canadá, Chile, Corea del Sur, Ecuador, Estados Unidos, España, Filipinas, Francia, India, Indonesia, Irlanda, Italia, Japón, Madagascar, México, Nicaragua, Nigeria, Noruega, Reino Unido, República Checa, Ruanda, Suiza, Uganda y Venezuela.